# Ma'an
Ma'an is een stad in Jordanië en is de hoofdplaats van het gouvernement Ma'an.
Bij de volkstelling van 2004 telde Ma'an 26.461 inwoners.